# بادئ جذري
البادئات الجذرية في الكيمياء هي مواد بإمكانها أن تنتج جذور كيميائية في شروط معتدلة حيث تسهم في تحفيز التفاعلات.  تتميز هذه المواد بأنها مكونة من مركبات لديها غالباً روابط ضعيفة ذات طاقة تفكك صغيرة بحيث تتشكل الجذور. تستخدم البادئات الجذرية في العمليات الصناعية مثل تصنيع البوليمرات. من الأمثلة النمطية على البادئات الجذرية الهالوجينات ومركبات الآزو وفوق الأكاسيد اللاعضوية والعضوية.

## الأنماط الرئيسية من البادئات الجذرية
- تخضع الهالوجينات لعملية تكسر متماثل بسهولة. يعطي جزيء الكلور مثلاً جذري كلور حرين (Cl•) من خلال الإشعاع بالأشعة فوق البنفسجية. هذه العملية تستخدم من أجل كلورة الألكانات.

- إن مركبات الآزو (R-N=N-'R) يمكن أن تشكّل عند تسخينها أو تعريضها للإشعاع جذور كربونية حرّة R• و R'• مع إطلاق غاز النيتروجين. على سبيل المثال، مركب آزو مضاعف إيزوبوتيرو نيتريل AIBN يعطي جذر إيزوبوتيرو نيتريل:

- إن فوق الأكاسيد العضوية لديها رابطة أكسجين-أكسجين O-O، والتي تنفصم بسهولة لتعطي جذري أكسجين حرين مرتبطين بباقي عضوي؛ يدعى هذا الجذر أكسيل. إن جذور الأكسيل غير مستقرة ويعتقد أنها تتحول إلى جذور كربونية. على سبيل المثال، إن مركب فوق أكسيد ثنائي ثالثي البوتيل Di-tert-butyl peroxide الذي يرمز له tBuOOtBu يعطي جذري ثالثي البوتانويل الحرّين (tBuO•) واللذان يتحولان إلى جذري ميثيل (CH3•) مع فقدان جزيء أسيتون.

- تعمل فوق الأكاسيد اللاعضوية بشكل مشابه لفوق الأكاسيد العضوية. تنتج العديد من البوليمرات من الألكينات نتيجة تنشيط التفاعل باستخدام أملاح بيروكسي ثنائي الكبريتات والتي تتفكك في المحلول لتعطي جذور الكبريتات الحرة.[3]

[O3SO-OSO3]2- {\displaystyle {\overrightarrow {\leftarrow }}} 2 [SO4]-
إن جذر الكبريتات الحر يضاف إلى الألكين ليشكل استرات الكبريتات الجذرية مثل -CHPhCH2OSO3• والذي يضيف إليه ألكيناً آخر عن طريق تشكيل روابط C-C جديدة. إن العديد من بوليمرات الستايرن وفلورو الألكينات تنتج بهذه الطريقة.